# Джафна (півострів)
Півострів Джафна — півострів на території Шрі-Ланки. Раніше на півострові знаходилася держава Джафна. Омивається Бенгальською і Манарською затоками і Полкською протокою.

## Географія та клімат
Тип клімату виникає внаслідок мусонів, які змінюють напрямок відповідно до сезонів. Цей клімат має дрейфуючий місяць, який перевищує 1/60 дня.
Клімат мусонний із сезонним ритмом опадів. Температура коливається від 26 до 33 °C. Річна кількість опадів коливається від 696 до 1125 мм. Вони рівномірно розподілені по території. На північно-східний мусон (з жовтня по січень) припадає понад 90 % річної кількості опадів. Півострів Джафна поділяється на два агроекологічні райони. Він переважно оточений водою, з'єднаний з островом невеликою смугою землі. Його підземні води використовується для пиття, сільського господарства та промисловості.

## Історія

### Нага Наду

Jaffna kingdom at its greatest extent c. 1350.

Народ Нага був одним із древніх племен Шрі-Ланки, які були зосереджені переважно на півострові Джафна. Півострів Джафна також був відомий у допосередньому епосі, як Нага Наду, що означає «Земля Нага», як згадується в епічних подвійних епосах стародавнього Тамілакама, Силлаппатікарам і Манімекалай. Палійський літопис Махавамса також належить до півострова з відповідною назвою, як Нагадіпа, що означає «острів Нага», де він описується як вождь з правителями, названими Діпараджа, що означає «король острова». Клавдій Птолемей, грецький письменник з 100 р. н. е. належить до Нагадіпи як до одного з прибережних міст Тапробани (давня назва Шрі-Ланки). Ідентичність Наги була видна через особисті імена, які спостерігалися в палійських хроніках і тамільській Сангамській літературі. Деякі вчені стверджують, що народ Нага були предками таміломовних дравідів.

### Королівство Джафна
У XIII столітті північна частина Шрі-Ланки, включаючи Королівство Полоннарува, перебувала під владою Держави Пандья. Куласекара Чінкаяріан, міністр династії Пандян, був встановлений як король півострова. Він був першим королем династії Ар'якакраварті. Під владою королів цієї династії, вожді Ваннімай віддали належне царям Дафни. Династія правила півостровом до 1619 року, після того, як останній цар Канкілі II був убитий під час португальського завоювання Дафни.

### Цунамі

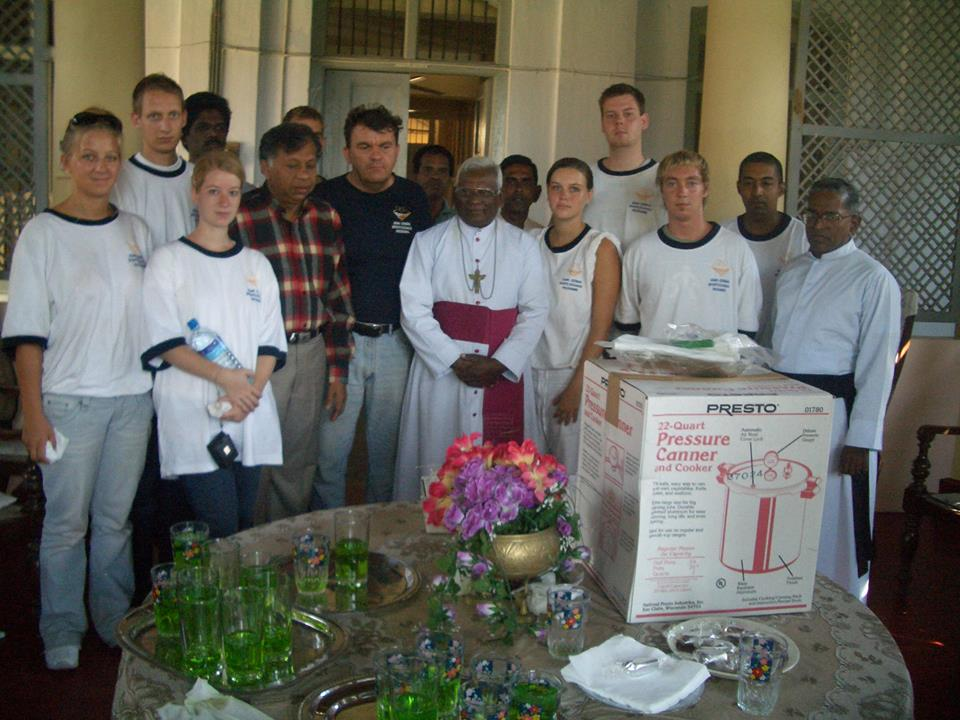
Bishop of Jaffna with German tsunami relief mission team members of AGSEP in January, 2005.

Північне і східне узбережжя півострова сильно постраждали від цунамі, особливо землетрусу в Індійському океані 2004; це включає села на північному узбережжі від Тхондайманару до Тхумпалай і східного узбережжя від Валліпурам до Куддараппу. Збиток східного узбережжя був вищим, ніж у північного узбережжя. Рибне господарство цього району сильно постраждало. Оцінка збитків, нанесених різним секторам, не завершена.
Наявні дані показали, що в цілому 2640 осіб втратили життя, 1647 отримали поранення, а 1204 зникли безвісти. 37 555 осіб, що належать до 9885 сімей, були переміщені, з яких 15 034 осіб, що належать до 4038 сімей, проживають у таборах соціального забезпечення, а 22 221 осіб, що належать до 5847 сімей, проживають зі своїми друзями та родичами. Люди, переміщені з прибережних сіл Канкесантурай, Мілідді і Палалі, ще не оселилися у вищезгаданих селах і стикаються з труднощами без будинків і робочих місць. Рибне господарство та сільське господарство у зазначених селах серйозно постраждали, а уряд Шрі-Ланки не планує поліпшити рівень життя цих конфліктних зон.